# 柳州江西会馆
柳州江西会馆，又称万寿宫，位于广西壮族自治区柳州市十二中今群众艺术馆。始建于清朝，民国十六年（1927年）起被军队占用，民国三十六年（1947年）成为柳州豫章中学校址；中华人民共和国成立后部分作为市十二中学校舍，部分划归市群众艺术馆，1970年代末被拆除。